# Sénat Müller I
Pour les articles homonymes, voir Sénat Müller.
Ville-Land de Berlin
Wowereit IV Müller II
Le sénat Müller I (en allemand : Senat Müller I) est le gouvernement de la ville-Land de Berlin entre le 11 décembre 2014 et le 8 décembre 2016 durant la dix-septième législature de la Abgeordnetenhaus.

## Coalition et historique
Dirigé par le nouveau bourgmestre-gouverneur social-démocrate Michael Müller, précédemment sénateur au Développement urbain, ce sénat est constitué et soutenu par une « grande coalition » entre le Parti social-démocrate d'Allemagne (SPD) et l'Union chrétienne-démocrate d'Allemagne (CDU). Ensemble, ils disposent de 86 députés sur 149, soit 57,7 % des sièges de la Chambre des députés.
Il est formé à la suite de la démission du bourgmestre-gouverneur Klaus Wowereit.
Il succède donc au sénat Wowereit IV, constitué et soutenu par une majorité identique.
Le 26 août, Wowereit, au pouvoir depuis juin 2001, annonce qu'il compte abandonner ses fonctions d'ici la fin de l'année. Il est alors plombé par une impopularité record et par les retards et surcoûts à répétition du projet de l'aéroport de Berlin-Brandenburg.
Lors d'un vote des militants du SPD le 18 octobre, le sénateur au Développement urbain Michael Müller l'emporte largement sur ses deux concurrents. Il est confirmé le 8 novembre par un congrès extraordinaire du parti. Il est investi le 11 décembre par la Abgeordnetenhaus, par 87 voix pour et 58 contre.

## Composition
- Les nouveaux sénateurs sont indiqués en gras, ceux ayant changé d'attributions en italique.

| Portefeuille                                                    | Titulaire | Titulaire              | Parti |
| --------------------------------------------------------------- | --------- | ---------------------- | ----- |
| Bourgmestre-gouverneur                                          |           | Michael Müller         | SPD   |
| Bourgmestre Sénatrice au Travail, à l'Intégration et aux Femmes |           | Dilek Kolat            | SPD   |
| Bourgmestre Sénateur à l'Intérieur et aux Sports                |           | Frank Henkel           | CDU   |
| Sénateur au Développement urbain et à l'Environnement           |           | Andreas Geisel         | SPD   |
| Sénatrice à l'Économie, à la Technologie et à la Recherche      |           | Cornelia Yzer          | CDU   |
| Sénatrice à l'Éducation, à la Jeunesse et à la Science          |           | Sandra Scheeres        | SPD   |
| Sénateur aux Finances                                           |           | Matthias Kollatz-Ahnen | SPD   |
| Sénateur à la Santé et aux Affaires sociales                    |           | Mario Czaja            | CDU   |
| Sénateur à la Justice et à la Protection des consommateurs      |           | Thomas Heilmann        | CDU   |